# Guerra dei quattro giorni in Nagorno Karabakh
Per guerra dei quattro giorni in Nagorno Karabakh (in armeno Քառօրյա պատերազմ, in azero Dördgünlük müharibə), si intende il violento scontro sviluppatosi tra Azerbaigian e Repubblica del Nagorno Karabakh tra il 2 e il 5 aprile 2016. La portata delle operazioni militari, le modalità e il numero di morti e feriti anche fra la popolazione civile assumono i connotati di vera e propria guerra il cui termine giunge con un accordo di cessate il fuoco mediato dalla Russia con l'appoggio degli Stati Uniti.

## Antefatto
La tensione fra azeri ed armeni è sempre molto elevata: le violazioni lungo la linea di contatto si susseguono a ritmo sempre più intenso e aumenta il calibro delle armi utilizzate. I due presidenti si trovano a New York per partecipare a una sessione straordinaria dell'ONU dedicata alla sicurezza nucleare; tuttavia nonostante la concomitante presenza dei due capi di stato il Gruppo di Minsk dell'Osce non riesce a organizzare un incontro e il presidente Aliyev si rifiuta di incontrare i co-presidenti del Gruppo. Nulla lascia comunque presagire gli eventi dei giorni successivi al punto che lo stesso Segretario Generale delle nazioni Unite, Ban Ki-moon, preannuncia una probabile visita nel Caucaso meridionale entro la fine di aprile.

## Inizio operazioni
Nella notte tra il 1° e il 2 aprile le forze armate azere sferrano un violento attacco lungo quasi tutta la linea di contatto con il Nagorno Karabakh. Si tratta di un'operazione militare sviluppata con un vasto spiegamento di uomini e mezzi, terrestri e aerei, come non accadeva dai tempi della prima guerra del Nagorno Karabakh. In particolare le operazioni sono concentrate soprattutto nei settori settentrionale (regione di Martakert) e meridionale (regione di Martowni e regione di Hadrowt'). Le prime linee di difesa armene sono colpite duramente e si registrano intensi bombardamenti sugli insediamenti civili prossimi al confine che fanno registrare subito una prima giovane vittima nei pressi di una scuola.

## Andamento del conflitto
L'azione azera coglie di sorpresa le forze di difesa armene la cui prima linea è duramente colpita. Secondo le prime notizie gli azeri sarebbero penetrati per alcuni chilometri nel territorio armeno, in particolare a nord nei pressi del villaggio di Talish e nell'estremo sud della linea di contatto dove pure avrebbero guadagnato delle posizioni. Le forze di difesa armene, superato lo sbandamento iniziale, annunciano l'abbattimento di un elicottero e la distruzione di numerosi veicoli terrestri di trasporto truppe.
Dal canto suo il governo azero parla genericamente di misura di risposta alle aggressioni armene e ancora nella tarda mattina del 2 aprile i media dell'Azerbaigian non entrano nel dettaglio di quanto sta accadendo, mentre in Armenia si annuncia la mobilitazione generale a migliaia di volontari (anche provenienti dall'estero) si dirigono verso il territorio del Nagorno Karabakh. Numerosi appelli al cessate-il-fuoco giungono dall'intera comunità internazionale mentre il presidente turco, Erdoğan, dichiara che la Turchia sarà al fianco dell'Azerbaigian "fino alla fine" aprendo inquietanti scenari di un allargamento del conflitto su vasta scala.
Tra il 2 e il 3 aprile le forze azere riescono nel settore nord ad avanzare occupando molto territorio armeno soprattutto nell'estrema porzione nord orientale del Nagorno Karabakh. Anche il capoluogo regionale Martakert risulta oggetto di bombardamenti con missili Grad. La difesa armena, riorganizzatasi, riesce a fermare e respingere il nemico che lascia sul campo numerosi soldati. Secondo una ricostruzione di parte armena, l'attacco azero a nord e a sud della linea di contatto avrebbe dovuto spingere il nemico a sguarnire la porzione centrale (all'altezza di Ağdam) e quindi consentire una profonda e veloce penetrazione nella piana di Askeran fino alla capitale Step'anakert; gli armeni, a costo di subire perdite territoriali e umane nei territori periferici, non hanno invece indebolito quel settore del confine.Gli azeri annunciano il 3 aprile un cessate-il-fuoco unilaterale che non viene raccolto dalla parte armena che sta contrattaccando per riguadagnare il territorio perduto.

## Cessate il fuoco
Su pressante iniziativa della Russia, viene concordato un cessate il fuoco a partire dalle ore 12 locali di martedì 5 aprile che pone sostanzialmente fine alla guerra dei quattro giorni. Nonostante l'accordo si registra, ancora per qualche giorno, attività bellica di "riposizionamento". Il 16 maggio i presidenti di Armenia e Azerbaigian si incontrano a Vienna e successivamente, il 20 giugno, a San Pietroburgo.

## Bilancio e numero delle vittime
Non esiste un dato certo sul numero delle vittime riportate dalle parti. Nella guerra di propaganda e dei numeri, le parti si rimpallano le perdite, assumendo fino a una novantina di propri soldati caduti e almeno trecento nemici colpiti. Imprecisato il numero dei feriti che tuttavia, soprattutto fra le file azere, dovrebbero superare il migliaio. Diversi i civili caduti.

## Violazioni dei diritti umani
Gli armeni denunciano che nel corso delle operazioni militari gli azeri avrebbero compiuto atti di barbarie a danno di civili e militari armeni. In particolare si segnala la mutilazione di tre anziani durante l'occupazione del villaggio di Talish e la decapitazione di alcuni soldati armeni catturati. L'ambasciatore armeno in Italia definisce tali atti in "stile Isis". Nel dicembre 2016 l'Ufficio dell'Ombudsman del Nagorno Karabakh ha pubblicato un rapporto dal titolo "Atrocità commesse dall'Azerbaigian durante la guerra dell'aprile 2016"

## Possibile causa del conflitto
Molti analisti si sono domandati le ragioni di una così violenta recrudescenza dello scontro tra armeni e azeri per il controllo del Nagorno Karabakh. Oltre alle consuete motivazioni politiche di nazionalismo e alle dinamiche di consenso interno, emerge l'ipotesi che l'Azerbaigian abbia scatenato l'attacco per coprire (soprattutto all'interno) la notizia dello scandalo dei Panama Papers, esploso proprio in quei giorni e che fra gli altri ha coinvolto la famiglia del presidente Əliyev.